# Выборы в Конституционное собрание Сальвадора (1982)
 Выборы 1982 года в Конституционную ассамблею Сальвадора — парламентские выборы, состоявшиеся 28 марта 1982 года в условиях гражданской войны. Ознаменовали начало перехода от периода военно-политического конфликта между различными политическими силами страны к конституционному правлению. Результатом выборов стало избрание Ассамблеи, принявшей новую Конституцию Сальвадора.

## История
К моменту проведения выборов Сальвадор уже два с лишним года не имел действующего парламента и управлялся президентом, назначенным армейским командованием. Законодательное собрание, избранное в марте 1978 года, было распущено после переворота 15 октября 1979 года, Конституция 1962 года также была отменена. В стране продолжалась гражданская война, в которой ни одна из сторон не имела решающего перевеса. В феврале 1981 года лидеры Социалистического интернационала предложили сторонам конфликта посредничество и установили контакты с президентом Сальвадора Хосе Наполеоном Дуарте и Фронтом национального освобождения им. Фарабундо Марти (ФНОФМ). Однако Соединённые Штаты Америки выступили против международного посредничества и настаивали на том, что «избирательный процесс является лучшим средством мирного разрешения ситуации».
В июле 1981 года помощник Государственного секретаря США по межамериканским делам Т.Эндерс изложил взгляды администрации Рональда Рейгана на возможности политического урегулирования и прекращения гражданской войны в Сальвадоре. Было заявлено, что правительство этой страны могло рассчитывать на продолжение финансовой помощи и поставок оружия из США только в случае проведения выборов в Конституционную ассамблею с участием всех политических сил страны. Эта инициатива США встретила сопротивление левого Фронта национального освобождения им. Фарабундо Марти, выступавшего за свержения правительства Хосе Наполеона Дуарте. Фронт рассчитывал на международное признание в качестве единственного представителя народа Сальвадора и был согласен только на переговоры с правительством при участии международных посредников. Однако надежды ФНОФМ на международное признание не оправдались и в декабре 1981 года страны, входившие в Организацию американских государств, выступили в поддержку проведения выборов. Но и в самом Сальвадоре на этот счёт не было единого мнения: сальвадорский посол в Вашингтоне Эрнесто Ривас Гальонт заявил, что страна, по его мнению, ещё не готова к проведению выборов. Разразился скандал, позиция посла была дезавуирована, и только поддержка министра иностранных дел Фиделя Чавеса Мены спасла Риваса от отставки.
Президент Хосе Наполеон Дуарте и поддерживавшее его военное командование приняли американский вариант выхода из кризиса. Было решено восстановить конституционное правление и 11 декабря 1981 года правительство Сальвадора назначило выборы в Конституционную ассамблею на март 1982 года. Право голоса получили все граждане старше 18 лет, за исключением военнослужащих и сотрудников сил безопасности. Голосование было обязательным, однако обеспечить выполнение этого условия в полной мере мешала гражданская война, тем более что левые партии бойкотировали выборы. 28 января 1982 года началась восьминедельная избирательная кампания, во время которой был выдвинут 331 кандидат. Наблюдателями на выборах стали представители международных организаций и делегация комитета по внешним связям Сената США во главе с сенатором-республиканцем от Канзаса Нэнси Кассебаум.
Избирательные участки открылись в воскресенье 28 марта 1982 года. Выборы в охваченном гражданской войной Сальвадоре оказались в центре внимания великих держав и мировых средств массовой информации. Журналисты CNN ранним утром начали «осаду» посольства Сальвадора в Вашингтоне и не снимали её до оглашения результатов голосования, сотни журналистов из разных стран слали свои репортажи из Сальвадора. Пресса Советского Союза делала упор на то, что многие сальвадорцы вопреки «террору и запугиванию» бойкотировали поддержанный США «фарс».
Сложные условия отразились на качестве голосования. Отмечалось отсутствие результатов выборов в департаментах Кабаньяс и Чалатаенанго и низкая явка в департаменте Морасан, где проголосовали 7000 из 250 000 избирателей.

## Результаты

### Общие данные
|                            | Голоса        | %      |
| -------------------------- | ------------- | ------ |
| Зарегистрировано           | ок. 2 442 000 | 100 %  |
| Всего проголосовало        | 1 660 393     | 68 %   |
| Признаны действительными   | 1 469 297     | 88,5 % |
| Недействительные бюллетени | 191 096       | 11,5 % |
| Воздержались               | ?             | ?      |

### Выборы в Конституционную ассамблею
| \| \| \| | 40,2 % |
|          |        |

|  |  |

| \| \| \| | 29,3 % |
|          |        |

|  |  |

| \| \| \| | 18,6 % |
|          |        |

|  |  |

| \| \| \| | 7,7 % |
|          |       |

|  |  |

| \| \| \| | 3,1 % |
|          |       |

|  |  |

| \| \| \| | 1,2 % |
|          |       |

|  |  |

## Значение
На выборах 28 марта наибольшее число голосов и 24 места в Ассамблее получила Христианско-демократическая партия действующего президента Хосе Наполеона Дуарте, однако пять правых партий, возглавляемых партией АРЕНА, создали альянс, контролировавший большинство депутатских мест. На своём первом заседании 26 апреля 1982 года Ассамблея предоставила себе законодательные функции. Несмотря на численный перевес, правому блоку не удалось взять власть, и 29 апреля под давлением армии временным президентом был избран финансист Альваро Маганья. 4 мая было приведено к присяге коалиционное правительство в составе 14 министров: восемь из них представляли блок правых партий, 3 — ХДП и 3 были независимыми. Новому правительству удалось обеспечить принятие новой Конституции и провести в 1984 году президентские выборы.
Фронт национального освобождения имени Фарабундо Марти не признал результатов выборов и продолжал делать ставку на военное решение кризиса. Через полгода после выборов, 12 октября 1982 года его отряды начали самое большое с 1980 года наступление на позиции правительственных войск, заняв ряд местностей в департаментах Чалатененго, Морасан и Усулутан. Армия остановила наступление, используя артиллерию и авиацию, а президент Маганья 15 октября обратился к партизанам с призывом сложить оружие и принять участие в процессе национальной реконструкции. На следующий день он повторил свой призыв, обвинив ФНОФМ в нежелании признать «волю народа, продемонстрированную 28 марта». Однако Фронт продолжил боевые действия и вместе с другими левыми силами Сальвадора остался в стороне от конституционного процесса, который воспринимался ими как политический манёвр военной диктатуры.
Средства массовой информации СССР, поддерживавшего ФНОФМ, называли выборы «фарсом», проведённым в условиях террора и запугивания. Считалось, что их цель — сохранить правящий диктаторский режим. Лидер партии АРЕНА майор Роберто д'Обюссон, избранный председателем Конституционного собрания, характеризовался как «махровый реакционер и убийца». Временный президент Альваро Маганья совсем по-другому оценивал смысл и значение выборов. На встрече с Рональдом Рейганом 17 июня 1983 года он говорил: «Наше правительство — результат выбора сальвадорского народа, который 28 марта 1982, рискуя жизнями, избрал кардинально и без сомнений демократическую систему как предпочтительную форму политической организации». Американский президент также высоко оценил процесс «перехода Сальвадора к демократии» и её защиту «от руководимых марксистами партизан, которые превратили бы» Сальвадор «в диктатуру кубинского образца».
В самом Сальвадоре и сейчас нет единого мнения о роли выборов 28 марта в истории страны. Одни считают их уловкой режима, убивавшего своих граждан, другие и через четверть века вспоминают, как их родственники, даже никогда раньше не голосовавшие, шли в тот день на избирательные участки, надеясь этим положить конец войне и нестабильности. Эрнесто Ривас, бывший в 1982 году послом Сальвадора в США писал, что его отец, которому тогда исполнился 81 год, три часа отстоял под палящим солнцем, чтобы проголосовать. Когда позднее посол спросил его, зачем он так рисковал, старший Ривас ответил — «por El Salvador» — «ради Сальвадора».